# Iavor, Gabrovo
Iavor (în bulgară Явор) este un sat în comuna Treavna, regiunea Gabrovo,  Bulgaria. 

## Demografie
Componența etnică a satului Iavor
     Nicio identificare (100%)
     Altele (0%)
La recensământul din 2011, populația satului Iavor era de 1 locuitori. . Pentru 100,0% din locuitori nu este cunoscută apartenența etnică.